# Бродіна (Сучава)
Бродіна (рум. Brodina) — село у повіті Сучава в Румунії. Входить до складу комуни Бродіна.
Село розташоване на відстані 386 км на північ від Бухареста, 67 км на північний захід від Сучави.

## Населення
За даними перепису населення 2002 року у селі проживали 947 осіб.
Національний склад населення села:
| Національність | Кількість осіб | Відсоток |
| -------------- | -------------- | -------- |
| румуни         | 917            | 96,8%    |
| українці       | 28             | 3,0%     |

Рідною мовою назвали:
| Мова       | Кількість осіб | Відсоток |
| ---------- | -------------- | -------- |
| румунська  | 919            | 97,0%    |
| українська | 27             | 2,9%     |